# Cigogné
Cigogné – miejscowość i gmina we Francji, w Regionie Centralnym, w departamencie Indre i Loara.
Według danych na rok 1990 gminę zamieszkiwało 256 osób, a gęstość zaludnienia wynosiła 12 osób/km² (wśród 1842 gmin Regionu Centralnego Cigogné plasuje się na 885. miejscu pod względem liczby ludności, natomiast pod względem powierzchni na miejscu 610.).